# 埃布拉赫
埃布拉赫是德国巴伐利亚州的一个市镇。总面积29.55平方公里，总人口1862人，其中男性1052人，女性810人（2011年12月31日），人口密度63人/平方公里。
49°50′56″N 10°29′40″E / 49.8489°N 10.4944°E